# Graciela Cabal
Graciela Beatriz Cabal (Barracas, Buenos Aires, 11 de noviembre de 1939 - 23 de febrero del 2004) fue una reconocida escritora argentina de literatura infantil y juvenil. También se destacó como periodista, docente y editora.

## Carrera
Se desempeñó como maestra. Es egresada de la UBA, de la carrera de Letras.
Trabajó en la editorial Centro Editor de América Latina, como Secretaria de Redacción de numerosas colecciones de la misma.
También realizó labores de guionista, por ejemplo en el ciclo Argentina Secreta.
Presidenta de Alija 1993 a 1995. Cofunda y codirige la revista La Mancha entre 1996 y 1998. Fue coordinadora de distintos talleres y proyectos de fomento a la lectura, tanto en el plano del gobierno nacional como local. En 2004 obtuvo el Premio Konex - Diploma al Mérito en la disciplina Literatura Infantil. Es reconocida como una gran escritora, especialmente de libros infantiles, cuyos títulos se recomiendan incluso como lectura complementaria a los currículum escolares.

## Obra
Parte de su obra ha sido recogida en numerosas antologías. Se han traducido algunas de sus obras al portugués, euskera, catalán, gallego e italiano.
- 1977 - Jacinto
- 1985 - Cosas de chicos I (Junto a Graciela Montes)
- 1985 - Cosas de chicos II (Junto a Graciela Montes)
- 1985 - Cosas de chicos III (Junto a Graciela Montes)
- 1986 - ¿Para qué sirven las leyes?
- 1986 - ¿Por qué la Argentina es una República?
- 1986 - ¿Qué pasa dentro del Congreso?
- 1986 - La Constitución es una cosa seria
- 1986 - Para aprender a votar
- 1986 - ¿Quién manda en la ciudad?
- 1986 - El derecho a aprender
- 1986 - Los derechos de las mujeres
- 1986 - Las necesidades de todos.
- 1987 - Barbapedro
- 1988 - La Señora Planchita
- 1988 - Gatos eran los de antes
- 1988 - Amigos de los bichos y las plantas (Cómo funciona un ecosistema)
- 1988 - La vida de las plantas (Los productores de alimento)
- 1988 - La vida de los animales (Los consumidores de alimento)
- 1988 - S.O.S. Planeta en peligro (El hombre contra la Naturaleza)
- 1989 - Un salto al vacío
- 1990 - Historia para nenas y perritos
- 1990 - Cosquillas en el ombligo
- 1990 - Las dos tortugas
- 1990 - Cuidemos la Tierra (El hombre a favor de la Naturaleza)
- 1991 - Carlitos Gardel
- 1991 - Cuentos con brujas
- 1991 - Cuentos de miedo, de amor y de risa
- 1992 - Papanuel
- 1992 - Doña Martina
- 1992 - Las Rositas
- 1992 - Entre las hadas y las brujas
- 1992 - Mujercitas ¿eran las de antes? El sexismo en los libros para chicos
- 1993 - El hipo y otro cuento de risa
- 1993 - Cuentos con vírgenes y santos
- 1993 - Tomasito
- 1993 - Tomasito y las palabras
- 1993 - Tomasito cumple dos
- 1994 - La pandilla del ángel
- 1994 - Huevos de Pascua
- 1994 - Mujer de vida alegre
- 1994 - Fantasía
- 1995 - Secretos de familia
- 1995 - Historieta de amor
- 1995 - Mi amigo el Rey
- 1997 - La Biblia, contada por Graciela Cabal.
- 1997 - Miedo
- 1997 - San Francisco, el del violín
- 1997 - Barbapedro y otras personas
- 1997 - Toby
- 1997 - Mantones y Cuplés.
- 1998 - Mujercitas eran las de antes y otros escritos
- 1998 - Batata
- 1999 - Cuentos con brujas
- 1999 - La Señora Planchita y un cuento de hadas pero no tanto
- 1999 - Las hadas brillan en la oscuridad
- 1999 - Los Ecoamigos se van de safari
- 1999 - Una cadena muy importante
- 1999 - La vida de las plantas
- 1999 - La vida de los animales. Los consumidores.
- 1999 - S.O.S: Planeta en peligro. El hombre contra la naturaleza.
- 1999 - Cuidemos la tierra. El hombre a favor de la naturaleza.

## Premios y distinciones
Fue invitada a participar como jurado en varios concursos literarios, además de ser conferencista en su país y en eventos internacionales.
- 1990 - Segundo Premio Novela Juvenil, por Las Rositas.
- 1991 - Faja de ALIJA, en la categoría "Mejores libros publicados del año", por Carlitos Gardel.
- 1995 - Premio Lista de Honor de ALIJA, en categoría "Texto" por Tomasito.
- 1994 - Premio Cuadro de Honor de la Literatura Infantil de la municipalidad de San Miguel de Tucumán, por La pandilla del ángel.
- 1995 - Premio Cuadro de Honor de la Literatura Infantil de la municipalidad de San Miguel de Tucumán, por Historieta de amor.
- 1997 - Finalista del Premio Latinoamericano de Literatura Infantil y Juvenil Norma-Fundalectura, por Toby.
- 1997 - Premio Cuadro de Honor de la Literatura Infantil de la municipalidad de San Miguel de Tucumán, por Barbapedro y otras personas.
- 1999 - Premio "Destacados de Alija", rubro "Texto", por Toby.
- 1999 - Premio Especial "Ricardo Rojas", por la novela Secretos de familia.
- 2004 - Premio Konex - Diploma al Mérito en la disciplina Literatura Infantil.